# Medio Campidano (provincie)
Medio Campidano (Provincia del Medio Campidano) byla italská provincie v oblasti Sardinie. Sousedila na severu s provincií Oristano, na východě s provincií Nuoro a na jihu s provinciemi Carbonia Iglesias a Cagliari, na západě byla vymezena břehy Středozemního moře. V roce 2016 došlo k reorganizaci administrativního dělení Sardinie a území této provincie bylo začleněno do nově ustanovené provincie Sud Sardegna.

## Největší obce
(stav k 30. červenci 2005)
| Obec                | Obyvatel |
| ------------------- | -------- |
| Villacidro          | 14 614   |
| Guspini             | 12 558   |
| Serramanna          | 9404     |
| San Gavino Monreale | 9238     |
| Sanluri             | 8530     |
| Gonnosfanadiga      | 6996     |
| Arbus               | 6859     |
| Samassi             | 5334     |
| Serrenti            | 5123     |
| Sardara             | 4327     |